# Autotreno ATR 803
L'autotreno ATR 803, noto anche con il soprannome di Colleoni, è un autotreno con doppia alimentazione (generatori diesel e batterie di trazione) prodotto dalla società svizzera Stadler Rail per il servizio ferroviario regionale della Lombardia, effettuato da Trenord, per i servizi ferroviari regionali in Veneto e per i servizi effettuati da Ente Autonomo Volturno in Campania.

## Storia
Commissionato in trenta convogli nel novembre 2018 da FNM, con opzione fino a cinquanta, è dotato anche del nuovo sistema di sicurezza ferroviaria europeo ERTMS, grazie a un finanziamento a fondo perduto dell'Unione europea. Chiamato treno ibrido, gli esemplari destinati al servizio in Lombardia hanno ricevuto il soprannome commerciale di Colleoni, che sembra riferirsi al condottiero militare del XV secolo Bartolomeo Colleoni. L'inizio delle consegne era previsto per fine 2021.
A novembre 2019 si è svolta la presentazione ufficiale del convoglio in fase di realizzazione, con un modello in scala reale di una parte del treno (mockup) nell'ambito dell'Expo Ferroviaria 2019 di Milano (Padiglione 1 di Fieramilano a Rho). Durante l'evento è stato reso noto che cinque convogli dello stesso tipo erano stati ordinati da EAV per la linea Piedimonte Matese-Caserta-Napoli, dove sarebbero entrati in servizio entro il 2022.
Nel dicembre 2021 viene reso noto che anche il Veneto utilizzerà gli ATR 803, con due convogli destinati alle linee Verona-Rovigo e Rovigo-Chioggia e consegna prevista a fine 2023.
I primi quattro ATR 803 acquistati da FNM e affidati a Trenord sono entrati in servizio progressivamente sulla ferrovia Brescia-Parma a partire da lunedì 12 settembre 2022.
Nelle prime settimane di utilizzo in servizio sulla Brescia-Parma, che era stata oggetto di lavori durante l'estate, gli ATR 803 hanno avuto dei problemi nell'interfacciarsi con il sistema di supporto alla condotta (SSC), al pari degli altri treni già in servizio da tempo sulla linea; tuttavia sugli ATR 803 i vari tentativi per risolvere i problemi hanno inizialmente dato risultati solo parziali, anche a causa dell'implementazione di nuove norme regolamentarie decise da ANSFISA che non potevano essere implementate nei sistemi in uso sui vecchi treni, creando quindi problemi solo negli ATR 803. Tutto ciò ha portato FNM a tensioni con Stadler (blocco delle consegne e pagamenti) e per due volte i nuovi treni sono stati temporaneamente ritirati dal servizio, che in tali occasioni tornava ad essere svolto dalle automotrici ALn 668 (risalenti agli anni '70 e '80, che fino ad allora avevano effettuato la totalità delle corse sulla relazione), per poi ritornare operativi una volta risolti i problemi di comunicazione tra i sistemi di terra e quelli del treno.
I problemi tecnici sono stati totalmente superati nell'estate del 2023, periodo in cui Trenord ha immesso in servizio i Colleoni su tutte le corse della linea Brescia-Parma ed anche sulle linee Pavia-Codogno, Vercelli-Pavia e Pavia-Torreberetti-Alessandria; anche su queste ultime direttrici gli ATR 803 hanno sostituito le ALn 668, insieme ai già esistenti ATR 125, anch'essi di produzione Stadler.

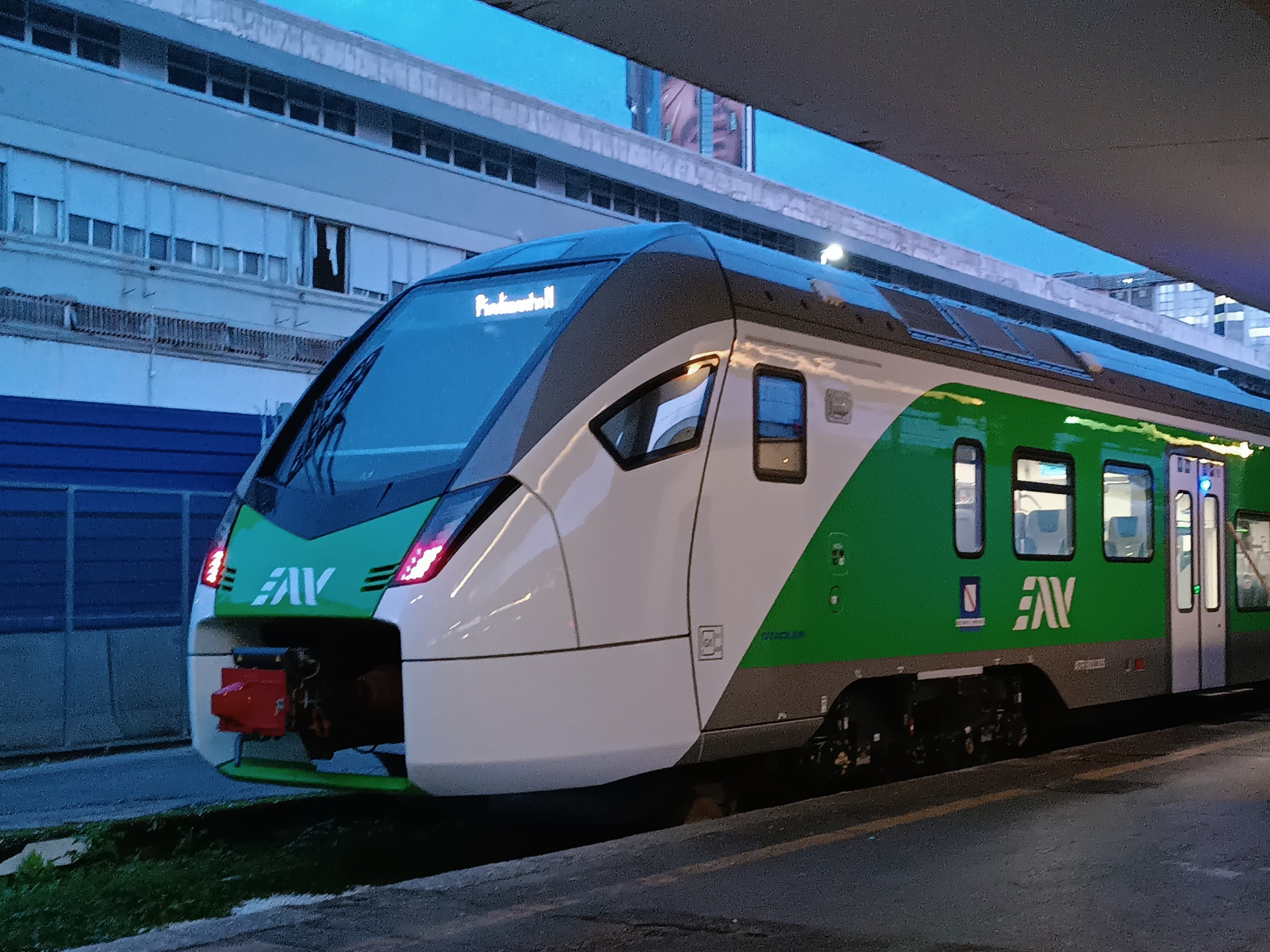
Un autotreno ATR 803 di EAV utilizzato sulla ferrovia Alifana sulla relazione Napoli Centrale - Piedimonte Matese, fermo alla stazione di Napoli Centrale, nel 2023.

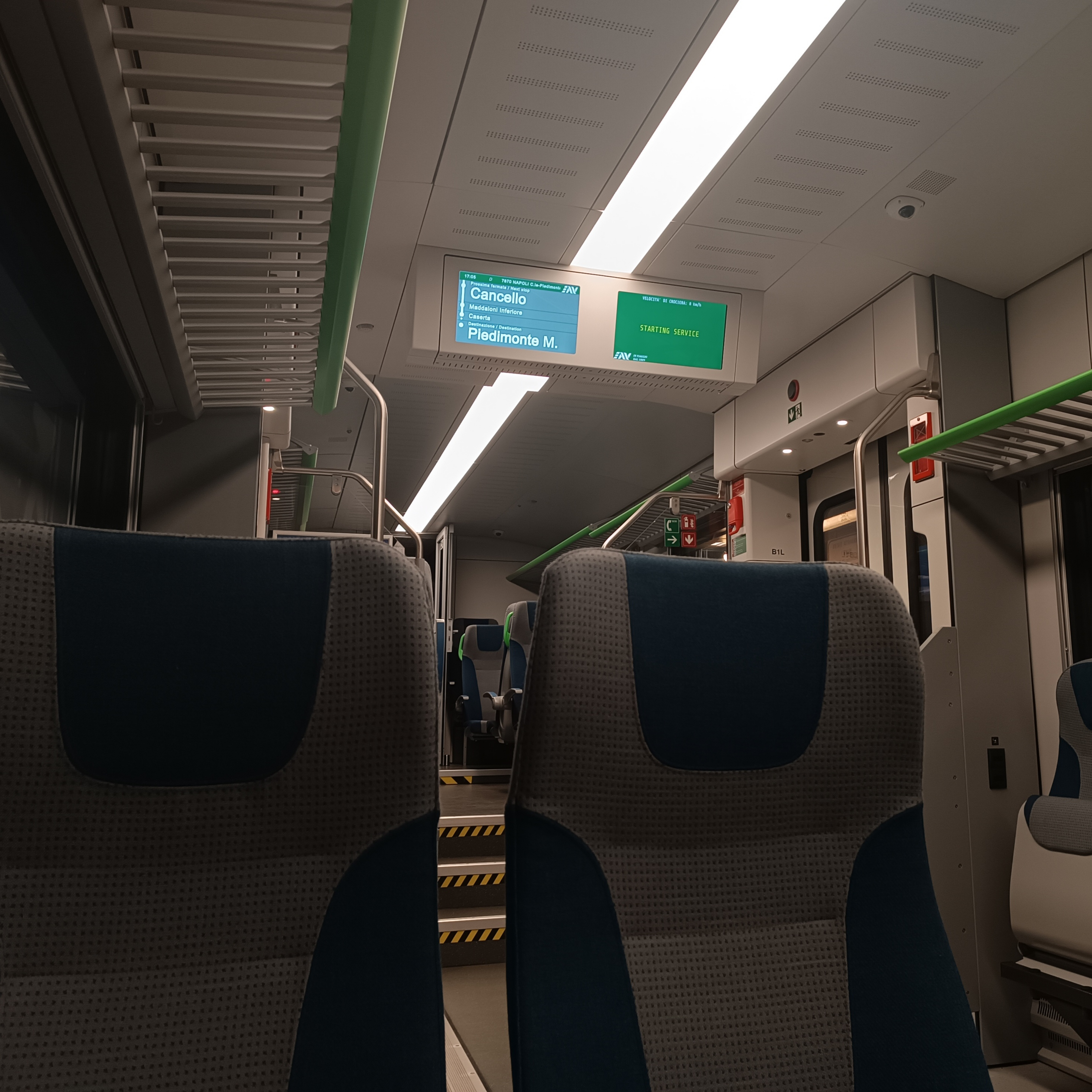
Interni dell'autotreno ATR 803 di EAV, sullo schermo è visibile l'indicazione delle prossime fermate.

Il 23 settembre 2022 è stato consegnato il primo ATR 803 a EAV (tramite viaggio autonomo sulla ferrovia Alifana), seguito dal secondo a fine ottobre, con l'obiettivo di avere in servizio tutti i 5 convogli entro l'aprile 2023. Il 24 novembre 2022 i primi 2 ATR 803 di EAV sono entrati in servizio.
Il 16 dicembre 2024 sono state consegnate due unità, immatricolate come 401 e 402, alla Infrastrutture Venete che le ha cedute in noleggio a Trenitalia il 1º febbraio dell'anno seguente per l'impiego sulle ferrovie Verona-Rovigo e Rovigo-Chioggia.

## Descrizione
Basato sulla piattaforma Flirt, è un convoglio articolato a composizione bloccata formato da tre casse passeggeri a piano singolo su carrelli Jakobs con propulsione elettro-diesel, che può essere alimentato da generatori diesel (come un normale convoglio diesel-elettrico DeMU) e/o da batterie; entrambi i dispositivi sono collocati in una cassa aggiuntiva dedicata, chiamata da Stadler PowerPack, che fornisce l'energia per tutto il convoglio, rappresentando quindi una sorta di equivalente moderno dei tender che trasportavano l'acqua ed il combustibile nelle vecchie locomotive a vapore. Tale struttura è del tutto analoga a quella di altri convogli costruiti da Stadler sia sulla piattaforma Flirt che non, alcuni dotati anche di pantografi per utilizzare l'elettrificazione dove presente (esempio: Transport for Wales British Rail Class 756 TMMU), altri invece non dotati di batterie (ad esempio l'elettrotreno bimodale BTR 813, utilizzato per i collegamenti Torino-Aosta, che è in grado di alimentare i suoi motori solamente dalla linea aerea oppure con i generatori diesel), altri privi sia di pantografi che di batterie, puri DeMU (Esempio Flirt DeMU: SŽ610/615 delle ferrovie Slovene); il convoglio è predisposto per essere convertito in modo tale da poterlo alimentare anche da linea aerea in corrente continua a 3000 V.
La velocità massima di esercizio è di 140 km/h e l'autonomia con alimentazione esclusivamente da batteria di 9 km; il carico assiale massimo è di 16,3 t/asse. Nella versione in circolazione in Lombardia per Trenord, il convoglio è dotato di un servizio igienico attrezzato per le persone a mobilità ridotta, di prese Schuko a 230 V ed USB per la ricarica di dispositivi elettronici in corrispondenza delle postazioni passeggeri, di 8 rastrelliere per il trasporto delle biciclette, di display LCD e LED sia interni che esterni per l'informazione ai passeggeri e di telecamere di videosorveglianza.
La limitata autonomia in modalità batteria (altri modelli di Flirt a batteria, come "Akku", sono in grado di viaggiare alimentati unicamente dalle batterie per circa 150 km e detengono il record di percorrenza in tale modalità, 224 km) si spiega con l'intenzione di utilizzare l'alimentazione dalle batterie unicamente per le fasi di accelerazione e decelerazione e per il funzionamento dei servizi di bordo a treno fermo (caratteristiche che consentono di mantenere i generatori diesel a regimi di rotazione minori o spenti in prossimità e all'interno delle stazioni, esponendo gli utenti ad un minore inquinamento) e non in linea a velocità di crociera; un altro motivo di questa caratteristica è l'evidente volontà di produrre un convoglio con un carico assiale basso rispetto ai valori consueti per i Flirt (18-20 t/asse), tale da renderlo adatto alla circolazione sulle linee ferroviarie secondarie della Lombardia, e tale peculiarità obbliga inevitabilmente a limitare il numero di batterie.